# IZA (album)
IZA è un album in studio della cantante e attrice polacca Izabella Scorupco, pubblicato nel 1991.

## Tracce
1. Shame Shame Shame
2. I Write You a Love Song
3. Everything to You
4. You Take Me Up
5. When Passion Rules the Heart
6. Red Hot and Blue
7. Brando Moves
8. I Know There's Someone Out There
9. Rock Off
10. Substitute
11. If Lovin' You is Wrong
12. Love Grows
13. I Write You a Love Song (12" Remix)
14. Brando Moves (Short Intro Version)